# Neukamern
Neukamern ist ein Ortsteil der Gemeinde Kamern in der Verbandsgemeinde Elbe-Havel-Land im Nordosten des Landkreises Stendal in Sachsen-Anhalt.

## Geografie
Neukamern, eine kleine Siedlung, liegt knapp drei Kilometer nordöstlich von Kamern und 5½ Kilometer südöstlich der Stadt Sandau (Elbe) im Landschaftsschutzgebiet „Untere Havel“. Westlich des Ortes fließt der Trübengraben in die Havel.
Nachbarorte sind Wulkau im Westen, Jederitz im Norden, Kuhlhausen im Nordosten und Kamern im Südwesten.

## Geschichte

### Neuzeit
Nach einem Deichbruch im Jahre 1785 waren die Äcker rings um Kamern meterhoch versandet, weshalb die frisch entwässerten Ländereien nördlich des Dorfes urbar gemacht wurden. Im Jahre 1787 errichteten einige Bauern 1½ Kilometer nordöstlich vom heutigen Kamern auf dem damaligen Langen Horst ihre Häuser. 1820 hieß der Ort Neu-Camern und war ein Abbau von Kamern, bestehend aus 8 Ackerhöfen, deren 8 Hofwirthe vor mehreren Jahren ihre Gebäude in Kamern abgebrochen und zur leichtern Bewirthschaftung ihrer hier gelegenen Äcker hier aufgebaut hatten.
Im Jahre 1908 brach nachmittags in Neukamern ein Feuer aus, das 33 Wirtschaftsgebäude und 3 Wohnhäuser zerstörte. 10 Tage später brannten auf der anderen Seite des Ortes drei Scheunen ab.
Am 11. Juni 2013 erreichte das Hochwasser Neukamern. Trotz eines großen Einsatzes konnte eine Überflutung großer Flächen nicht verhindert werden. Die Landwirtschaft im Ort ist infolge des Hochwassers beeinträchtigt, der Boden wurde feuchter. Das Auffahren von Dämmen durch Technisches Hilfswerk und Bundeswehr zerstörte das Bodengefüge. Durch eine Fluthilfe-Aktion wurden Bio-Bauern im Ort bei der Vorfinanzierung von Saatgut und bei der schlimmsten Schadensbegrenzung unterstützt.
2016 feierte man im Ort den 230. Jahrestag der Gründung.

### Einwohnerentwicklung
| Jahr | Einwohner |
| ---- | --------- |
| 1820 | [0]069    |
| 1864 | 123       |
| 1871 | 124       |
| 1905 | 094       |
| 2014 | [0]060    |
| 2017 | [0]062    |

| Jahr | Einwohner |
| ---- | --------- |
| 2018 | [00]58    |
| 2019 | [00]60    |
| 2020 | [00]59    |
| 2021 | [00]60    |
| 2022 | [0]60     |

Quellen: 1864 bis 1905 Unterlagen der Volkszählung 

## Religion
Die evangelischen Christen aus Neukamern sind eingepfarrt in die Kirchengemeinde Kamern, die früher zur Pfarrei Camern bei Altcamern gehörte. Sie werden heute betreut vom Pfarrbereich Sandau im Kirchenkreis Stendal im Propstsprengel Stendal-Magdeburg der Evangelischen Kirche in Mitteldeutschland.

## Kultur und Sehenswürdigkeiten
- Der östliche Teil der Dorfstraße steht als Straßenzeile unter Denkmalschutz.[3]
- Am südlichen Ortseingang steht am Schulsteig ein Distanzstein.[3]

### Verkehr
- Der Ort ist über die Kreisstraße 1026 von der Landstraße 2 aus zu erreichen. Durch den Ort führt der Radweg Altmarkrundkurs.[3]
- Es verkehren Linienbusse und Rufbusse von stendalbus.[14]